# Columbia (Maine)
Columbia és una població dels Estats Units a l'estat de Maine (EUA). Segons el cens del 2000 tenia 459 habitants.

## Demografia
Segons el cens del 2000, Columbia tenia 459 habitants, 190 habitatges, i 122 famílies. La densitat de població era de 4,9 habitants per km².
Dels 190 habitatges en un 32,6% hi vivien nens de menys de 18 anys, en un 44,7% hi vivien parelles casades, en un 14,7% dones solteres, i en un 35,3% no eren unitats familiars. En el 26,8% dels habitatges hi vivien persones soles el 8,9% de les quals corresponia a persones de 65 anys o més que vivien soles. El nombre mitjà de persones vivint en cada habitatge era de 2,42 i el nombre mitjà de persones que vivien en cada família era de 2,89.
Per edats la població es repartia de la següent manera: un 24,6% tenia menys de 18 anys, un 8,3% entre 18 i 24, un 34,4% entre 25 i 44, un 23,1% de 45 a 60 i un 9,6% 65 anys o més.
L'edat mediana era de 39 anys. Per cada 100 dones de 18 o més anys hi havia 95,5 homes.
Entorn del 18,3% de les famílies i el 21,8% de la població estaven per davall del llindar de pobresa.